# Синдром Такаясу
Синдро́м Такая́су (неспецифи́ческий аортоартерии́т) — аутоиммунное воспалительное заболевание, поражающее аорту и её ветви. Относится к группе системных васкулитов, характеризуется развитием в стенке крупных артерий продуктивного воспаления, ведущего к их облитерации. Случаи заболевания фиксируются повсеместно, однако наиболее предрасположены к нему молодые женщины. Соотношение заболевших женщин и мужчин составляет 8:1, а проявляется болезнь обычно между 15 и 30 годами.
Также известен как «болезнь отсутствия пульса» из-за частых случаев пропадания пульса в верхних конечностях.

## История
Впервые случай синдрома Такаясу был описан в 1908 году доктором Микито Такаясу на Двенадцатом ежегодном собрании Японского общества офтальмологов. Доктор Такаясу описал специфическое кольцевидное проявление кровеносных сосудов на сетчатке глаза. Двое его коллег (доктор Ониси и доктор Кагосима) на том же собрании сообщили о подобных проявлениях в глазах пациентов, страдающих отсутствием пульса на запястьях. Ныне известно, что проявления кровеносных сосудов на сетчатке представляют собой ответную ангиогенезную реакцию на сужение артерий шеи, что также объясняет исчезновение пульса в кровеносных сосудах руки у некоторых пациентов.

## Патоморфология
Динамика морфологических изменений имеет определённую закономерность. Выявляется гранулёматозный артериит с преобладанием в инфильтрате мононуклеаров с небольшим количеством гигантских многоядерных клеток. На этом этапе процесс локализуется в адвентиции и средней оболочке сосуда, а также в области vasa vasorum. При прогрессировании заболевания формируются фиброзные гранулёмы, разрушаются эластические волокна, некротизируются гладкомышечные клетки сосудистой стенки. Со временем возникает утолщение интимы и средней оболочки сосуда, что обусловлено пролиферацией гладкомышечных клеток, депозицией коллагена и мукополисахаридов. Возможно развитие пристеночного тромбоза. В конечной стадии воспаления, в том числе на фоне проводимой терапии, наблюдается фиброз интимы и адвентиции, явления дегенерации средней оболочки сосуда со скудной мононуклеарной инфильтрацией.

## Симптомы
Приблизительно у половины пациентов обнаруживаются первичные соматические симптомы: недомогание, лихорадка, расстройство сна, потеря веса, боль в суставах и утомление. Часто сопровождается анемией и повышением скорости оседания эритроцитов. Эта стадия постепенно спадает и переходит в хроническую стадию, характеризующуюся воспалительными процессами в аорте и её ветвях. У другой половины больных синдромом Такаясу обнаруживаются лишь поздние изменения сосудистой системы, без предварительных соматических симптомов. На поздних стадиях слабость стенок артерий может привести к возникновению локализованных аневризм. Также синдром обычно вызывает у пациента феномен Рейно.
Выделяют четыре типа поздних стадий синдрома Такаясу, характеризующих участки поражения:
- Первый тип — Поражается только дуга аорты и отходящие от неё артерии
- Второй тип — Поражается только грудной и брюшной отдел аорты
- Третий тип — Поражается дуга аорты совместно с грудным и брюшным отделом
- Четвёртый тип — К поражению при предыдущих трех типах добавляются патологические изменения в легочной артерии

## Лечение
Пациентам с синдромом Такаясу назначают преднизолон. Ежедневная стартовая доза равна 1 мг/кг массы тела. Из-за значительных побочных эффектов от долгого приема больших доз преднизолона, стартовая доза постепенно уменьшается в течение нескольких недель, пока врач не сочтёт, что пациент переносит лечение.
Лечение неспецефического артериоартерита НАА включает как консервативные, так и хирургические методы. Без адекватного лечения заболевание характеризуется прогрессирующим течением с периодическими обострениями и ухудшением кровообращения в ишемизированных органах, а также неблагоприятным прогнозом

## Прогноз
Длительное время состояние больных остаётся удовлетворительным, что связано с развитием коллатерального кровообращения. Наиболее частыми причинами смерти при данном синдроме являются: инсульт, инфаркт миокарда, реже разрыв аневризмы аорты.